# Наварска компания
Наварската компания (на испански: Compañía navarra; на баски: Nafarroako konpainia) е отряд наемници, предимно от Навара и Гаскония, който се бие в Средновековна Гърция в края на XIV век и началото на XV век, в залеза на франкократията.
„Наварска компания“ е модерен неофициален термин за означение на тези наемници и следователно е донякъде неточен, но по аналогия с другата предходна „каталунска компания“ се е наложил историографски.
Наварската компания се създава, за да се бие за Карл II Наварски срещу Шарл V. През 1366 г., след сключено примирие, наемниците са реорганизирани във войнско формирование под егидата на Луи Наварски, който по право е и херцог на Дурацо по линия на втората си съпруга Йоана/Джоана. Луи е брат на Карл II Наварски, който подкрепя усилията му да си върне изгубения Дурацо и да възстанови средновековното Албанско кралство. Шарл V също подпомага с 50 000 дуката Луи Наварски.
Наварската компания се запълва в Неапол, а през 1375 и 1376 г. много наварци и гасконци се записват за наемници и пътуват директно до Албания, за да се присъединят към своите сънародници. Списъците за записване за тези години са запазени в Памплона и разкриват важното присъствие на много военни инженери. Общият брой на компанията е неуточнен, но възлиза в хиляди, а заплащането им е по тридесет златни арагонски флорина на месец.
През 1376 г. Наварската компания превзема Дуръс, но същата година Луи Наварски умира и наемниците остават без работа. На следващата 1377 г. наварската компания се поставя под егидата на Педро IV Арагонски и навлиза в Морея, за да участва в местните междуособици за власт между наследниците на латинските завоеватели след превземането на Константинопол от кръстоносците през 1204 г. и настанилите се по тези места каталунци след битката при Алмирос. През 1379 г. Наварската компания нахлува в Беотия и разграбва Тива – тогава под контрола на Каталанската компания – със съдействието на архиепископа на града Симон Атумано. От този момент Наварската компания придобива различен характер, като защитник на правото на Жак де Бо върху Латинската империя и Константинопол. По-сетне наварците отказват да признаят правата на наследниците на Жак де Бо без доказателства и по силата на споразумение с Венецианската република от 26 юли 1387 г. се поставят в разпореждане на венецианците, макар след това да са де факто независими под властта на своите местни командири и на заработка при последните атински херцози от фамилията Ачяйуоли.
|  | Тази страница частично или изцяло представлява превод на страницата Navarrese Company в Уикипедия на английски. Оригиналният текст, както и този превод, са защитени от Лиценза „Криейтив Комънс – Признание – Споделяне на споделеното“, а за съдържание, създадено преди юни 2009 година – от Лиценза за свободна документация на ГНУ. Прегледайте историята на редакциите на оригиналната страница, както и на преводната страница, за да видите списъка на съавторите. ВАЖНО: Този шаблон се отнася единствено до авторските права върху съдържанието на статията. Добавянето му не отменя изискването да се посочват конкретни източници на твърденията, които да бъдат благонадеждни. |